# Christine Lorentzen
Christine Gyrsting Lorentzen (født 13. januar 1979) er en dansk singer-songwriter, projektmanager og tidligere tv-vært. Hun er bedst kendt, som forsanger i rockbandet Cryoshell. Før hun startede i bandet, konkurrerede hun i Scenen er din og var vært på den tredje sæson af Vild med dans med Claus Elming.